# Brozanský mlýn
Brozanský mlýn v Brozanech nad Ohří v okrese Litoměřice je vodní mlýn, který stojí na řece Ohři v jižní části města. Je chráněn jako nemovitá kulturní památka České republiky.

## Historie
Mlýn pod tvrzí dal v letech 1516–1528 postavit tehdejší majitel Brozan Jaroslav z Vřesovic, hejtman Litoměřického kraje a od roku 1529 zemský hejtman.

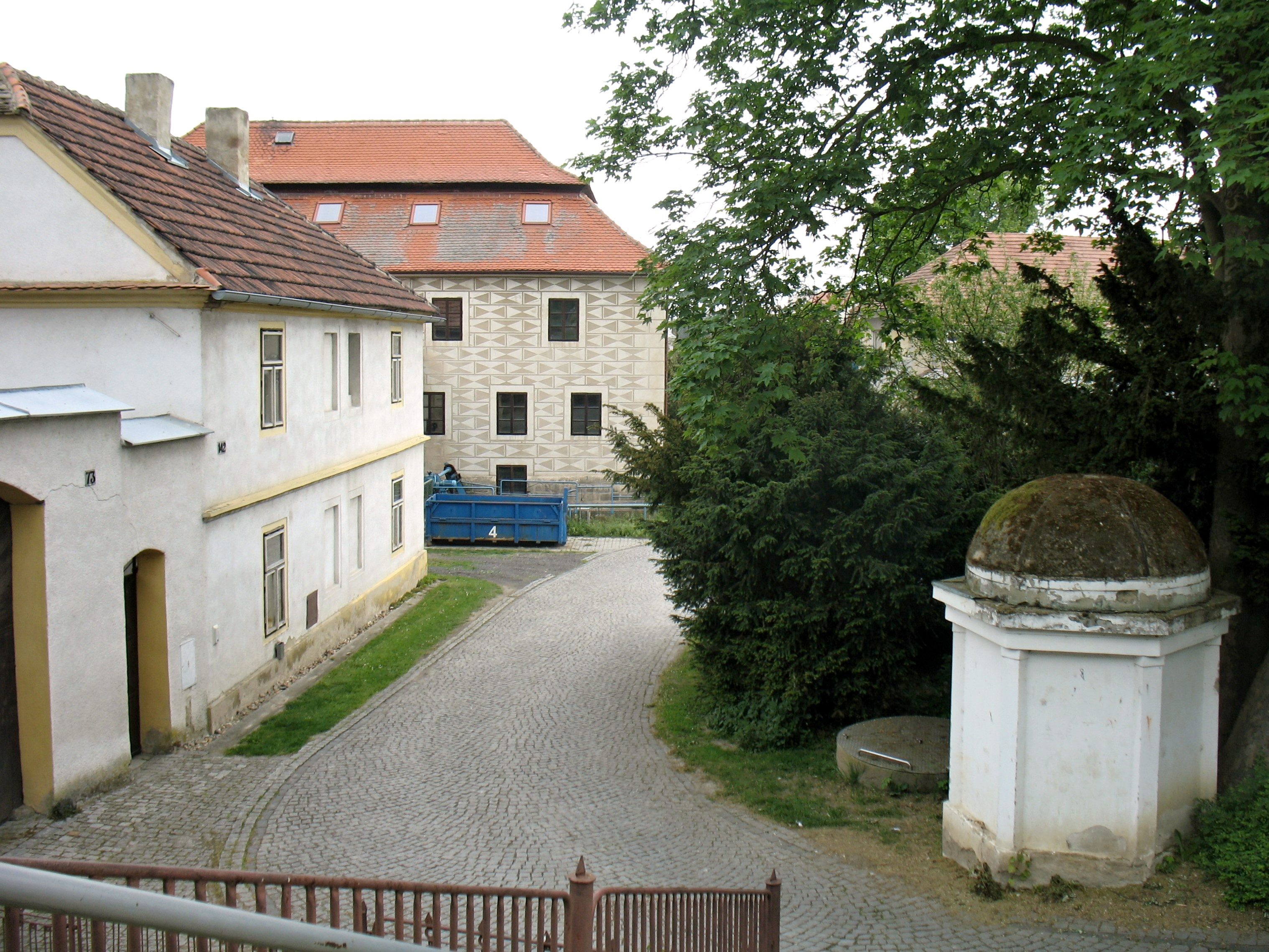
Pohled od jihozápadu, vpravo pod zámeckými schody je empírová kaplička

Mlýnská strouha, umělé rameno Ohře, je poprvé zmíněna v roce 1516 v povolení probošta doksanských premonstrátek k její stavbě, kterou prováděli poddaní brozanského panství. Začíná na hostěnickém jezu a po čtyřech kilometrech ústí zpět do Ohře.
Po roce 1989 byl mlýn využíván jako malá vodní elektrárna, osazená dvěma turbínami a asynchronními generátory o celkovém výkonu 0,038 MWh.

## Popis

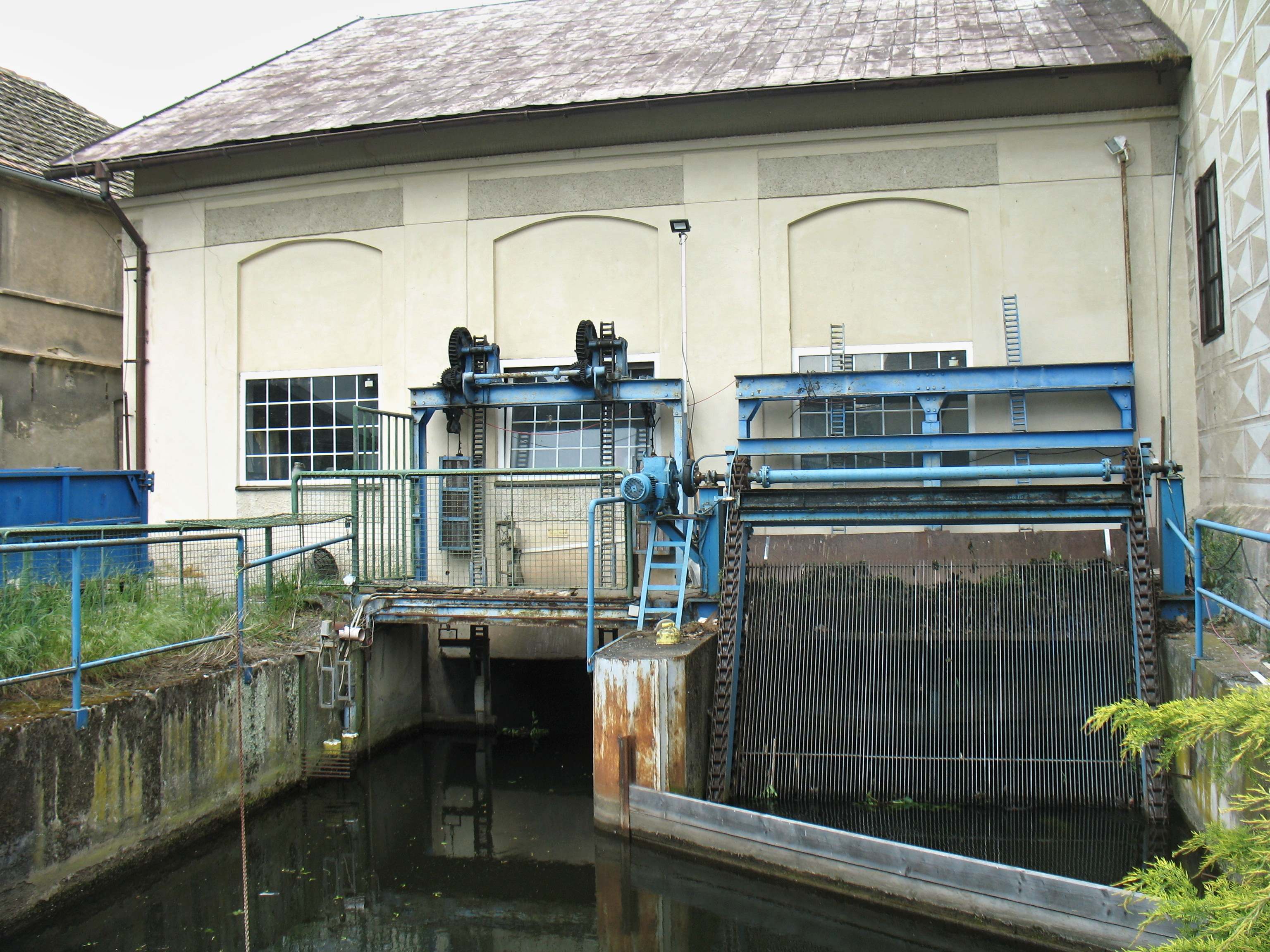
Mlýnský náhon a stavidlo

Zděná dvoupatrová mlýnice je součástí dispozice domu. Stavba na obdélném půdorysu je charakteristická svým sgrafitem. Voda na vodní kolo vedla náhonem přes stavidlo na turbínovou kašnu.